# Indre-et-Loire
Indre-et-Loire, Indre e Loire ou, na sua forma portuguesa, Indre e Líger é um departamento da França localizado na região Centro-Vale do Loire. Sua capital é a cidade de Tours.
Compreende as comunas de Autrèche.
O Código 37 é atribuido a ela.